# 신토쓰카와역
신토쓰카와역(일본어: 新十津川駅、しんとつかわえき)은 일본 홋카이도 가바토 군 신토쓰카와정에 위치한 홋카이도 여객철도 삿쇼 선의 철도역이다. 이 노선의 종점이며, 단선 승강장 1면 1선의 구조를 갖춘 지상역이다.

## 역 주변
- 1931년 10월 10일 : 국유철도 삿쇼키타 선 이시카리누마타 역 - 이 역 간의 개업에 의해, 이 노선의 종착역 · 나카톳푸역으로서 개업. 일반역.
- 1934년 10월 10일 : 삿쇼키타 선의 이 역 - 우라우스 역 간이 연장 개업해, 도중역이 되다.
- 1935년 10월 3일 : 국유철도의 이시카리토베쓰 역 - 이 역간이 연장 개업. 종래의 삿쇼미나미 선과 삿쇼키타 선이 편입 · 통합되어 삿쇼 선으로 전체 개통.
- 1943년 10월 1일 : 제2차 세계대전의 격화에 의해, 삿쇼 선의 이시카리쓰키가타역 - 이시카리오이와케 역 간이 불요블급선으로 지정되어, 영업 중지. 그것에 의해, 동시에 영업중지.
- 1949년 6월 1일 : 일본국유철도 시행 법에 의해, 일본국유철도로 승계.
- 1953년 11월 3일 : 삿쇼 선의 이 역 - 우류 역 간이 영업 재개.
- 1972년
  - 4월 6일 : 국철이 삿쇼 선의 이 역 - 이시카리누마타 역 간의 폐지를 신청.
  - 6월 19일 : 삿쇼 선의 이 역 - 이시카리누마타 역 간이 폐지되어, 국철 버스로 전환. 이 역은 다시 종착역이 되다.
- 1979년 2월 1일 : 화물 취급 폐지.
- 1984년 2월 1일 : 소화물 취급 폐지.
- 1986년
  - 3월 3일 : 무인역으로 전환. 다만, 다키가와 역으로부터 역원 파견에 의해, 승차권 발매를 계속 진행.
  - 11월 1일 : 다키가와 역으로부터 역무원 파견이 폐지되어, 완전한 무인역이 됨.
- 1987년 4월 1일 : 일본국유철도 분할 민영화에 의해, 홋카이도 여객철도가 승계.
- 1991년 3월 16일 : 삿쇼 선에 가쿠엔토시 선의 애칭을 설정.
- 1996년 3월 16일 : 삿쇼 선 중, 이 역을 포함한 이시카리토베쓰 역 - 신토쓰카와 역 간 단독 운전.
- 1997년 4월 1일 : 역 이름 읽기를 신토쓰카와로 변경.
- 2016년 3월 26일 : 이 역 종착 열차가 하루 1회 왕복으로 되어, 발착 열차가 1일 1회 역으로 될 예정.

## 갤러리

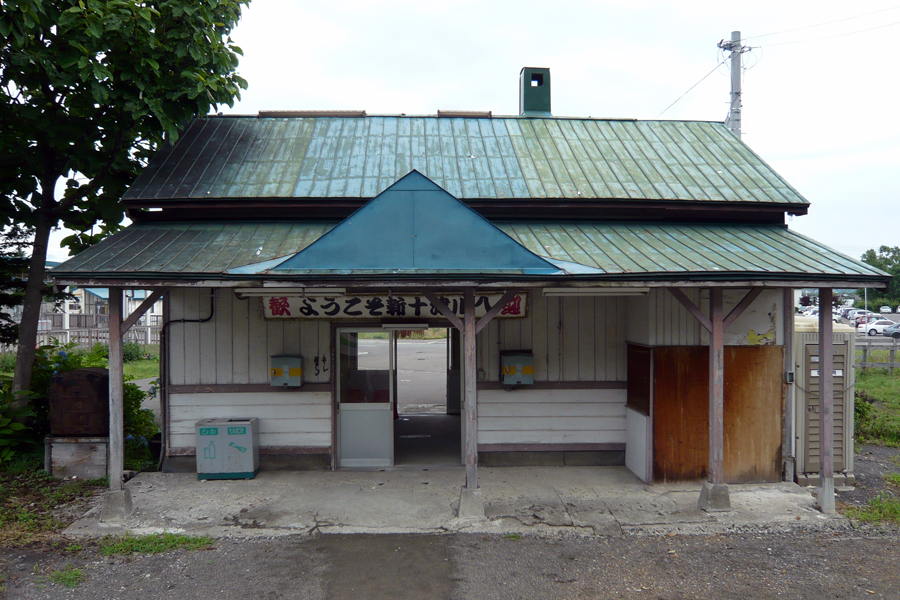
승강장에서 본 역사 (2007년 8월)
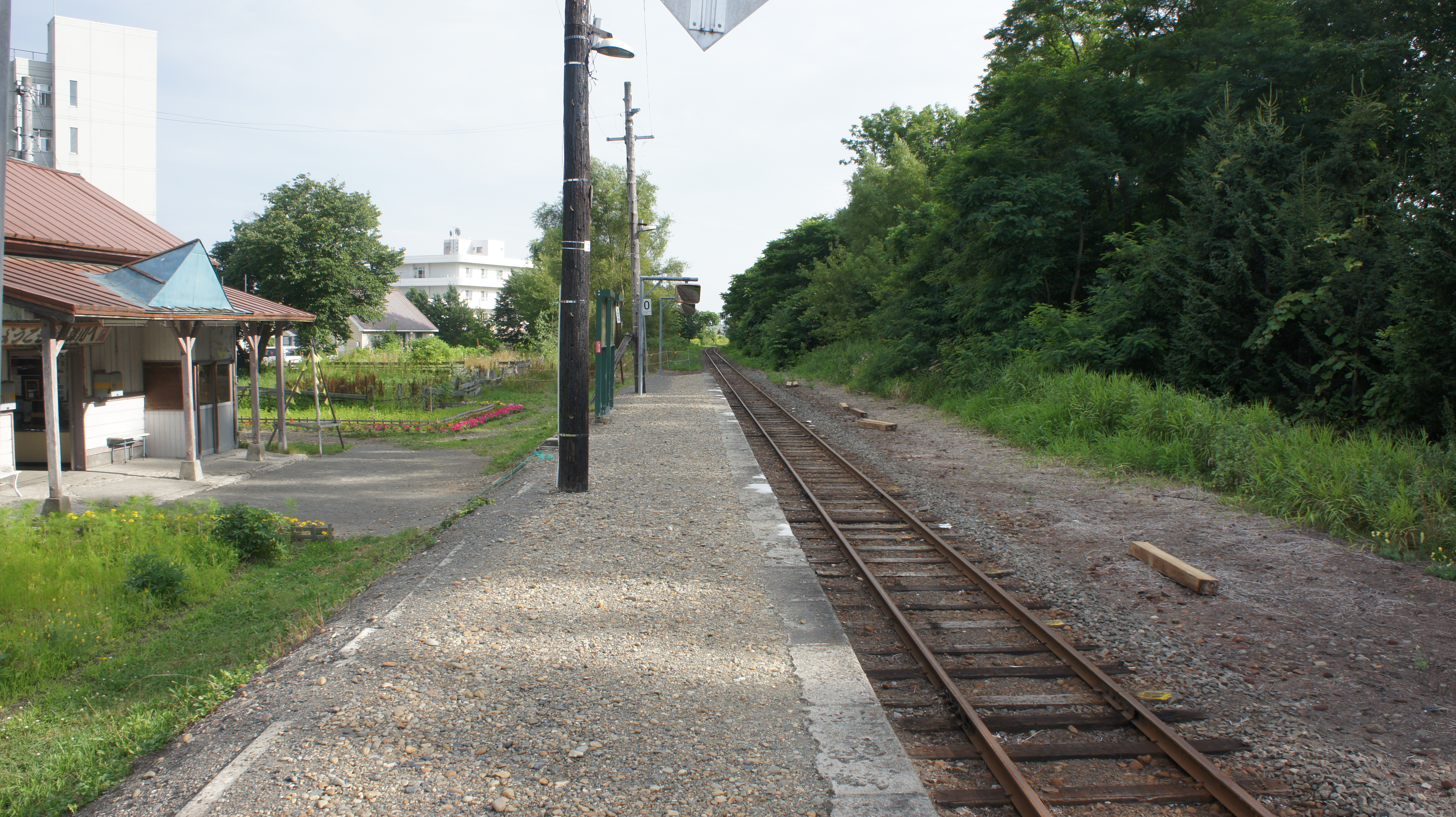
승강장 (2017년 8월)
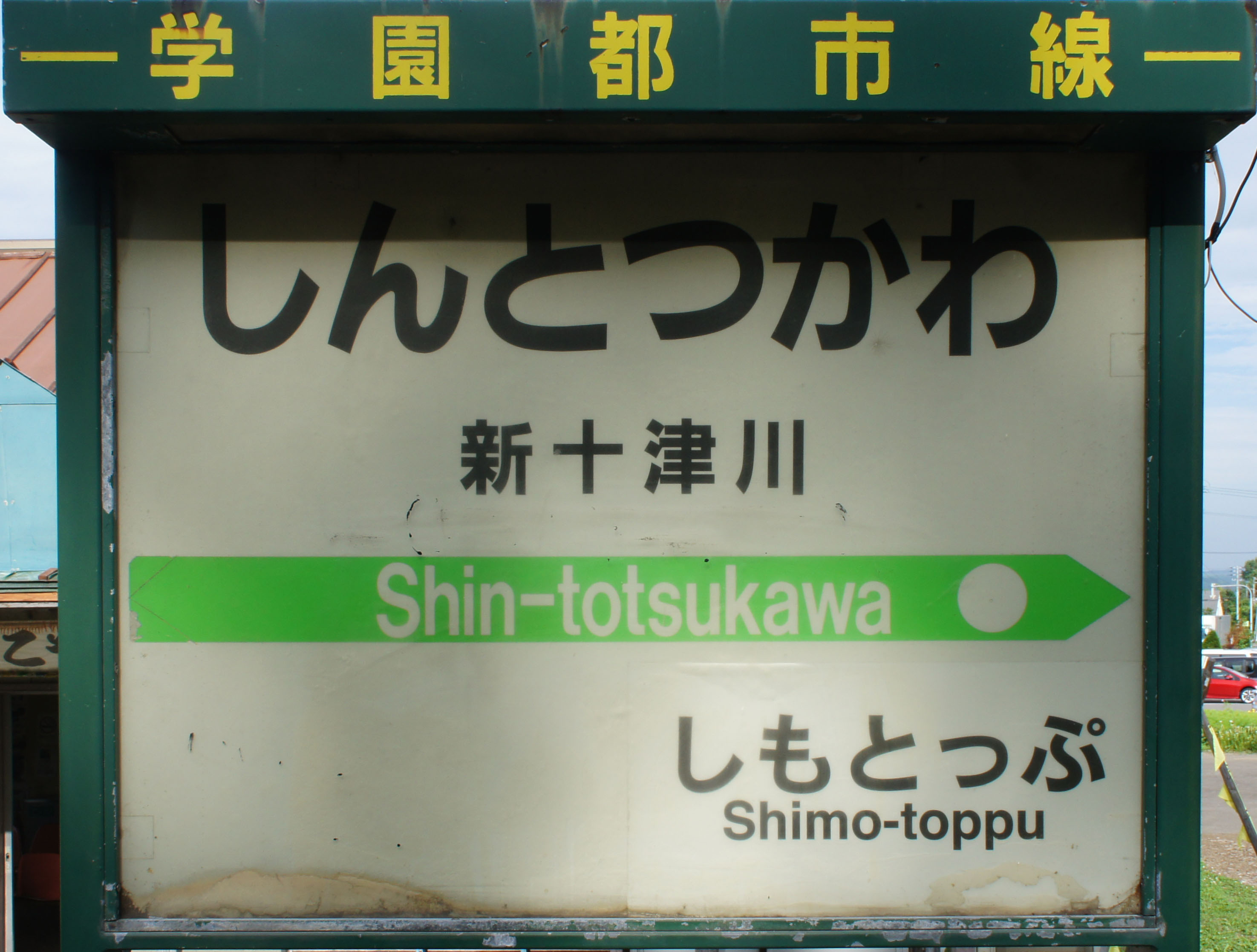
역명표 (2017년 8월)
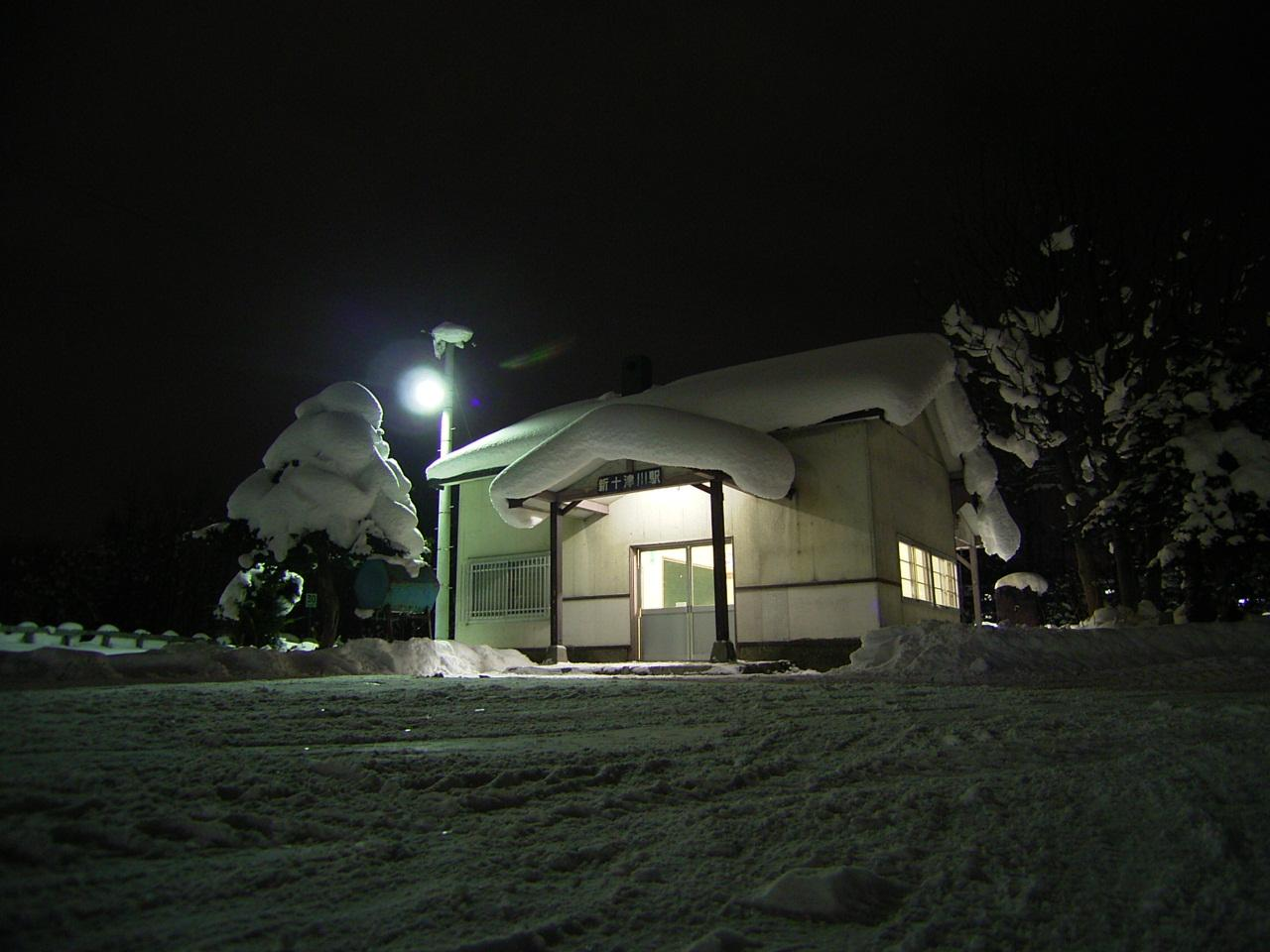
겨울 역전 (2006년 12월)
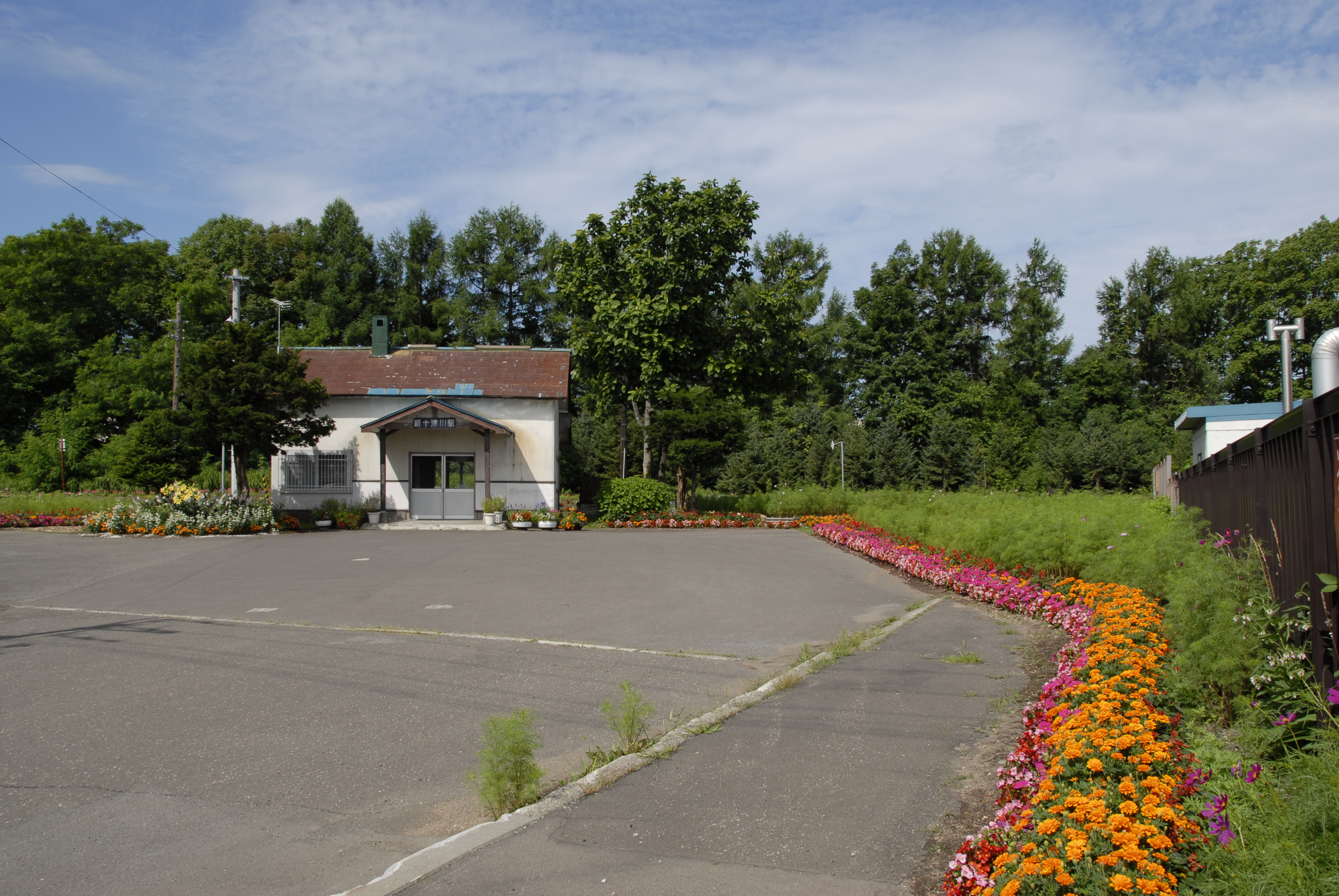
여름 역전 (2013년 7월)
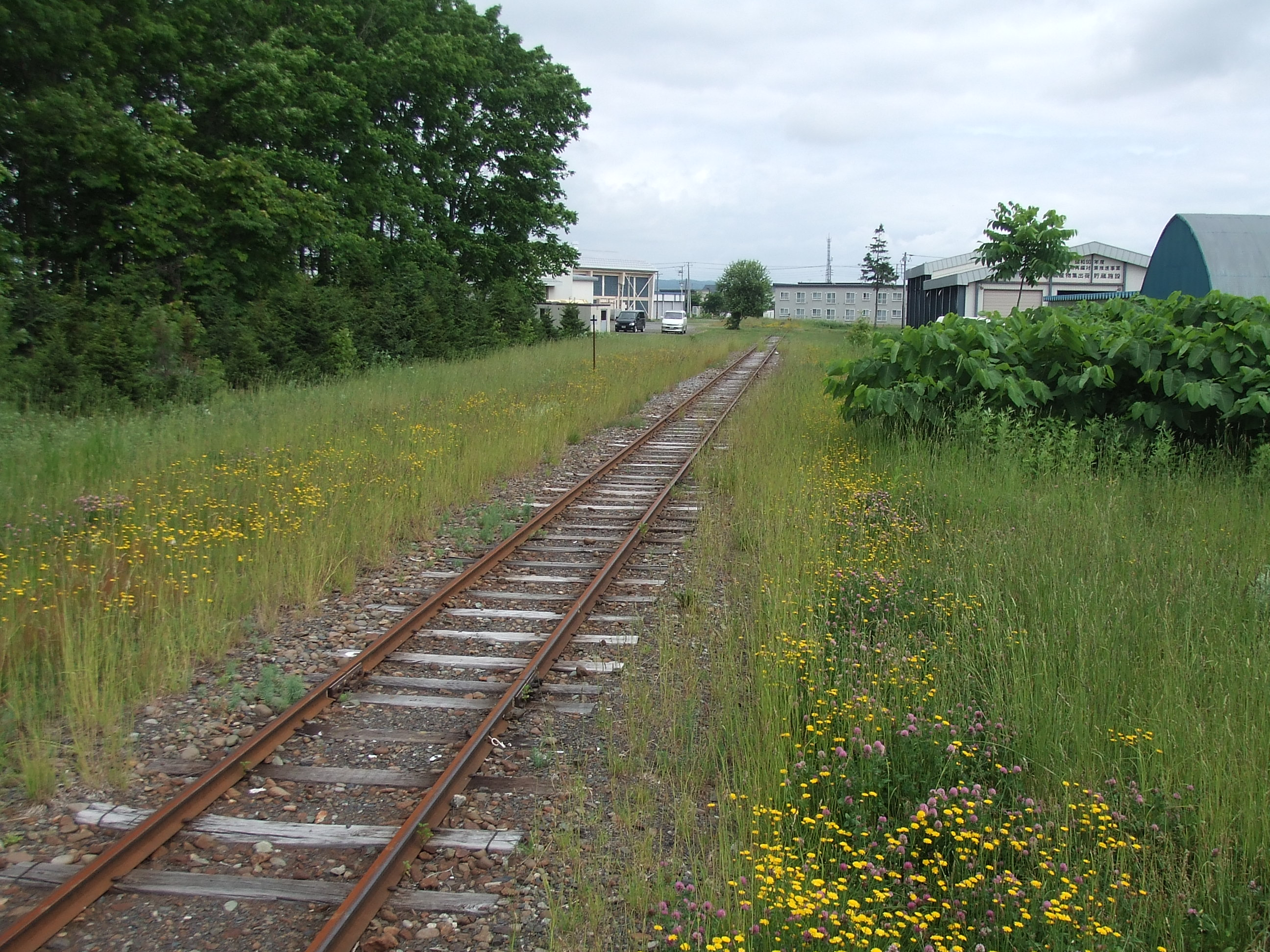
선로 종단 (2007년 6월)
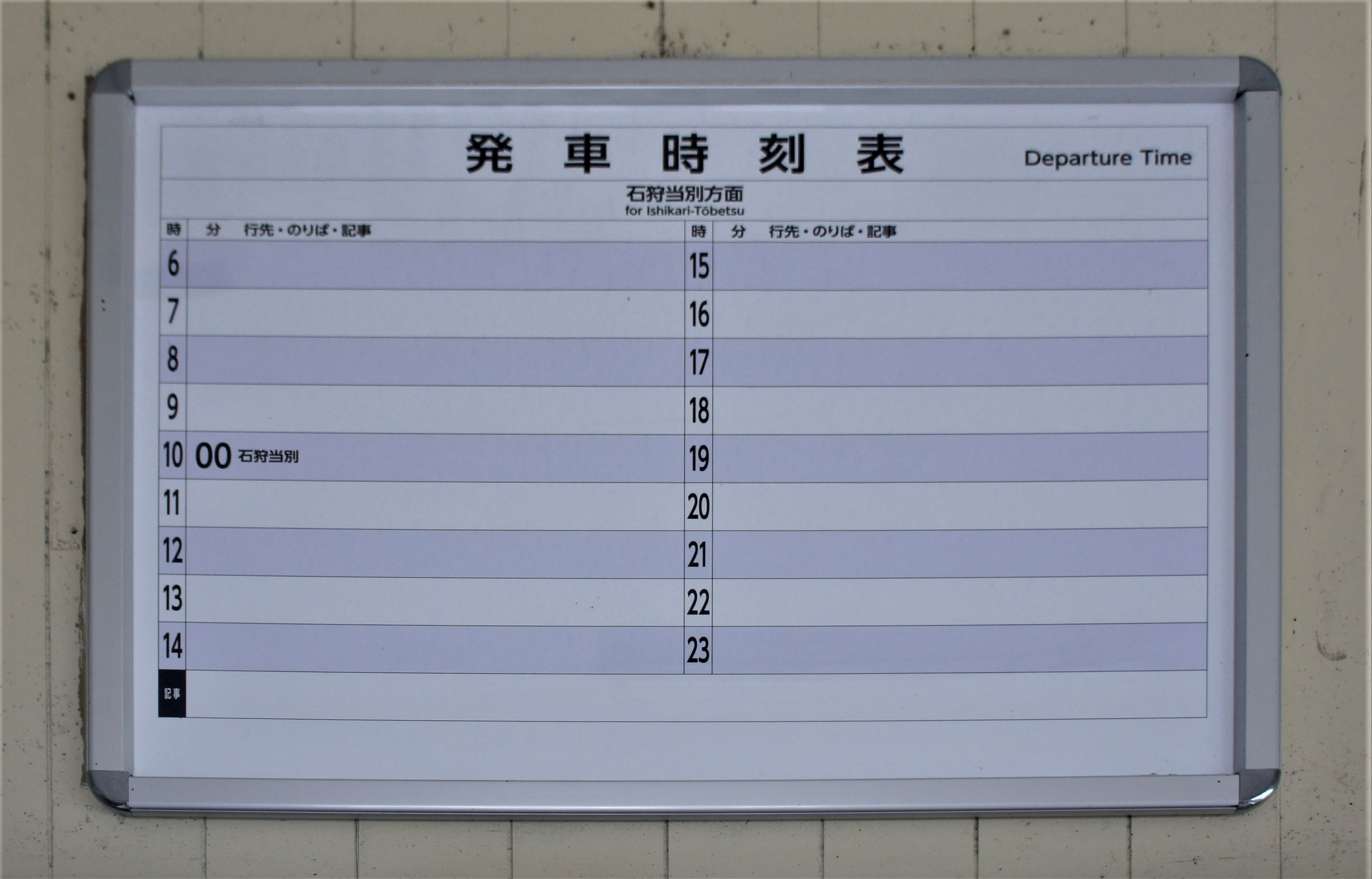
시간표 1일 1왕복만 출발하였다. (2018년 5월)

## 인접 역
| 홋카이도 여객철도  | 홋카이도 여객철도 | 홋카이도 여객철도 |
| ------------------ | ----------------- | ----------------- |
| 시모톳푸 소엔 방면 | ■ 삿쇼 선         | 시·종착역         |